# Clement Arrindell
Clement Athelston Arrindell (født 19. april 1931 i Basseterre, død 27. marts 2011) var den første generalguvernør af Saint Kitts og Nevis. Arrindell blev indsat i embedet da landet fik sin selvstændighed fra Storbritannien i 1983. Perioden som generalguvernør varede fra 1983 til 1995. Han var fra 1981 til 1993 guvernør af den britiske koloni.
Arrindell var jurist og arbejdede som advokat og fra 1964 som magistrat. I 1978 blev han dommer ved højesteret for De associerede vestindiske stater.
Arrindell var storkorsridder af Sankt Mikaels og Sankt Georgs orden og Den kongelige Victoriaordenen. Han var dermed adelig og havde ret til at få titelformen Sir foran sit navn.